# Premio Klumpke-Roberts

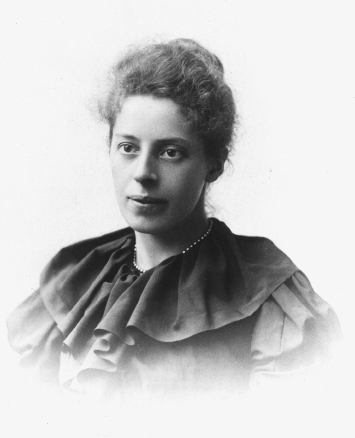
Dorothea Klumpke-Roberts.

Il premio Klumpke-Roberts (in inglese Klumpke-Roberts Award) è uno dei sette premi assegnati dalla Società astronomica del Pacifico inerenti ai servizi resi all'astronomia o all'insegnamento di questa scienza.
Il premio è stato istituito nel 1974 in seguito a un lascito dell'astronoma Dorothea Klumpke-Roberts per onorare la memoria di suo marito Isaac Roberts,  pioniere dell'astrofotografia nonché vincitore della Medaglia d'oro della Royal Astronomical Society, e i suoi genitori, e vuole essere un riconoscimento per i contributi dati alla divulgazione dell'astronomia e al suo apprezzamento da parte dell'opinione pubblica.
La partecipazione al premio è aperta a tutte le "persone coinvolte nell'ambito scientifico o educativo, nell'editoria scritta o digitale, nella divulgazione dell'astronomia, nelle arti, o in altri campi" provenienti da ogni paese.
Assegnato annualmente fino al 2017, è successivamente divenuto biennale.

## Albo dei vincitori
- 1974 - Carl Sagan
- 1975 - Isaac Asimov
- 1976 - Chesley Bonestell
- 1977 - Fred Hoyle
- 1978 - Patrick Moore
- 1979 - William Kaufmann III
- 1980 - Walter Sullivan
- 1981 - Dietrick Thomsen
- 1982 - Bart Bok
- 1983 - Helen Sawyer Hogg
- 1984 - Deborah Byrd
- 1985 - James Stokley
- 1986 - Timothy Ferris
- 1987 - Gli editori della rivista Sky & Telescope
- 1988 - Joseph Chamberlain
- 1989 - Ed Krupp
- 1990 - Donald Goldsmith
- 1991 - Richard Berry
- 1992 - Philip Morrison
- 1993 - David Morrison
- 1994 - Andrew Fraknoi
- 1995 - Heidi Hammel
- 1996 - Terence Dickinson
- 1997 - Franklyn M. Branley
- 1998 - Julieta Fierro
- 1999 - Stephen P. Maran
- 2000 - Jack Horkheimer
- 2001 - Sandi Preston
- 2002 - Don Davis e Jon Lomberg
- 2003 - Hubble Heritage Project, Space Telescope Science Institute
- 2004 - Seth Shostak
- 2005 - Jeff Goldstein
- 2006 - Jeffrey Rosendhal
- 2007 - Noreen Grice
- 2008 - Dava Sobel
- 2009 - Isabel Hawkins
- 2010 - Marcia Bartusiak
- 2011 - Paul Davies
- 2012 - Ian Ridpath
- 2013 - Mary Kay Hemenway
- 2014 - Dennis Schatz
- 2015 - Robert Nemiroff e Jerry Bonnell
- 2016 - Chris Impey
- 2017 - Paul A. Delaney
- 2019 - Jay Pasachoff
- 2021 - Lars Lindberg Christensen
- 2023 - Don McCarthy